# 拉僧庙镇
拉僧庙镇，是中华人民共和国内蒙古自治区乌海市海南区下辖的一个乡镇级行政单位。

## 行政区划
拉僧庙镇下辖以下地区：
常青社区和民乐社区。